# Ordem de São Jerónimo
A Ordem de São Jerónimo (Latim: Ordo Sancti Hieronymi), (sigla O.S.H.) é uma ordem religiosa católica de clausura monástica e de orientação puramente contemplativa surgida no século XIV. Fundada por um grupo de eremitas – liderados por Pedro Fernández y Pecha e Fernando Yáñez y de Figueroa – inspirados na vida de São Jerónimo e de Santa Paula, foi aprovada no ano de 1373 pelo Papa Gregório XI que residia na época em Avinhão. É uma ordem religiosa exclusivamente ibérica, dado que apenas se implantou em Espanha e em Portugal, e esteve bastante vinculada às monarquias reinantes de ambos os países.
Prescrevendo uma vida de solidão e silêncio, de oração assídua e penitência animosa, a Ordem de São Jerónimo procura levar os seus monges e monjas à união mística com Deus, consciente de quanto mais intensa for essa união, por sua própria doação na vida monástica, tanto mais esplêndida se faz a vida da Igreja e mais vigorosamente se fecunda o seu apostolado.
A vida do monge jerónimo é pautada pelo equilíbrio entre a oração e o trabalho.

## História

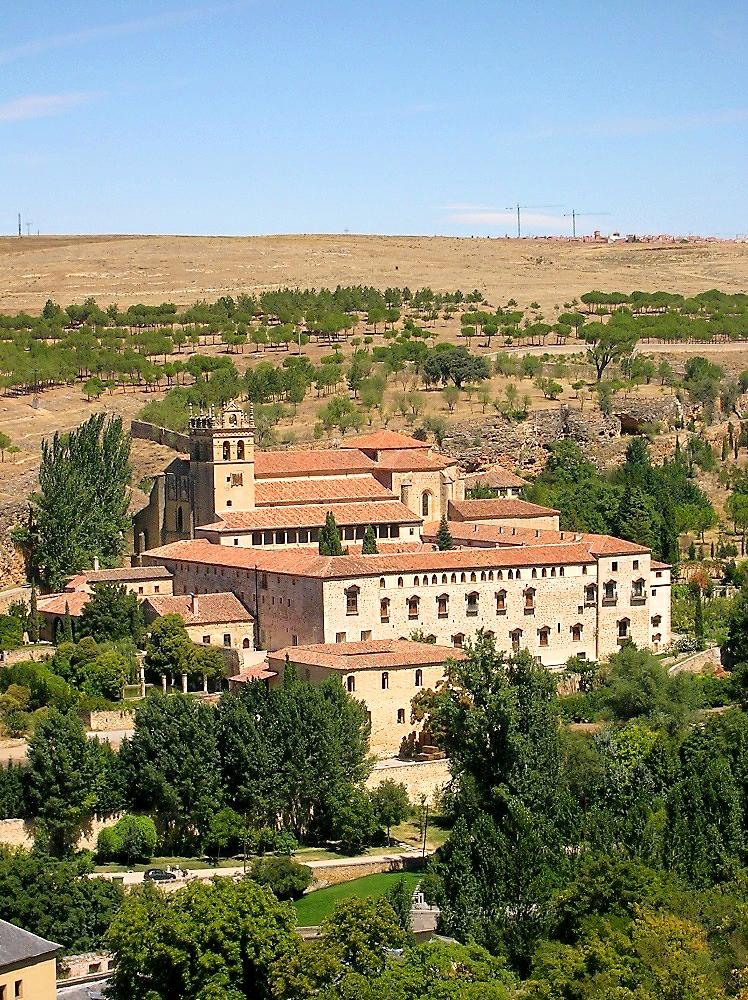
O Mosteiro de Santa Maria del Parral em Segóvia (Espanha).

No século XIV surgiram diversos grupos de homens em Espanha que, motivados pelo exemplo de vida e santidade de São Jerónimo, decidiram-se a procurar levar uma vida de maior perfeição cristã. Deste seu desejo de reformas, numa época profundamente conturbada e decadente, surgiu a Ordem de São Jerónimo e, em pouco tempo, por toda a Península Ibérica surgiram varões que decidiram abraçar a vida eremítica, buscando imitar o exemplo de São Jerónimo. Dentre eles destacaram-se Pedro Fernandez Pecha e Fernando Yañez de Figueiroa que, após vários anos de experiência religiosa eremítica, concluíram ser melhor a vida comunitária cenobítica, com a adopção de uma regra.
Foi a 18 de Outubro de 1373 que o Papa Gregório XI, na época residente em Avinhão, atribuiu a este grupo de homens a erecção canónica com o nome de Irmãos (ou Eremitas) de São Jerónimo e outorgou-lhes a Regra de Santo Agostinho. Desde então, buscaram aqueles homens estabelecer um monacato regular, o que foi alcançado em 1415, com a união da ordem religiosa, quando já possuíam vinte e cinco mosteiros.

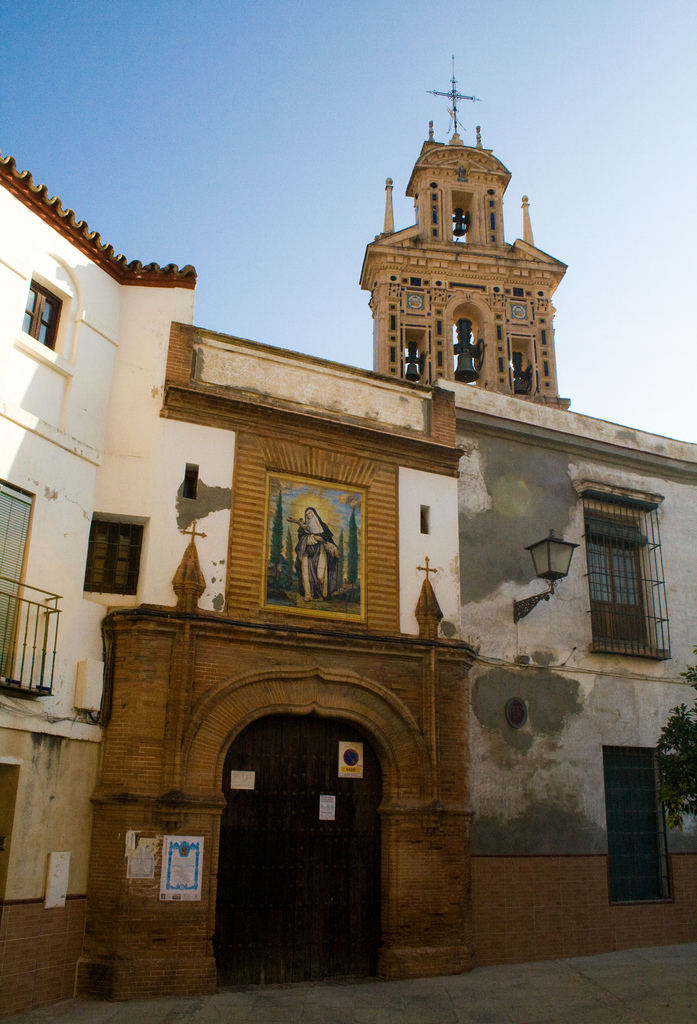
Entrada do Mosteiro de Santa Paula em Sevilha (Espanha).

No século XIX, a Ordem já possuía quarenta e oito mosteiros albergando cerca de mil monges, quando advindo a Revolução Liberal, os religiosos foram expulsos dos seus mosteiros, sendo que alguns se arruinaram, outros foram passados a outras ordens religiosas da Igreja, e outros ainda reduzidos ao uso leigo.
Apenas em 1925 foi expedido pela Santa Sé um Rescrito de restauração, que se iniciou pelo Mosteiro de Santa Maria del Parral, em Segóvia. Com a proclamação da República Espanhola, em 1931 surgiram muitos obstáculos ao processo de restauração, o que se complicou ainda mais com Guerra Civil Espanhola, entre 1936 e 1939. Apenas após o Governo Geral de 1969 é que se pode efectivar definitivamente a restauração da ordem religiosa.
A par dos monges, existem também as monjas jerónimas, o ramo feminino da Ordem, mulheres virtuosas que seguem as mesmas regras, a exemplo de Santa Paula e Santa Eustóquia, que seguiram espiritualmente São Jerónimo. O ramo feminino desta ordem religiosa surgiu em Toledo, onde se destacaram Dona Maria Garcia e Dona Mayor Gomes, orientadas por Frei Pedro Fernandez Pecha, em 1374, com a fundação do Mosteiro da Santa Maria de la Sisla. Deste mosteiro nasceu a fundação do Mosteiro de São Paulo, das “Beatas de São Jerónimo”, do qual se propagaram diversas fundações na Espanha.
Na actualidade, em Espanha, existe um mosteiro masculino e dezassete mosteiros femininos da Ordem de São Jerónimo.

## Hábito religioso

O hábito religioso dos religiosos da Ordem de São Jerónimo é branco e inclui o escapulário castanho.

Os religiosos da Ordem de São Jerónimo (tanto os monjes, como as monjas) adoptaram como hábito religioso um hábito branco sobre o qual envergam o escapulário de cor castanha (igual ao Escapulário de Nossa Senhora do Carmo utilizado pelos religiosos carmelitas) e um capuz da mesma cor.

## Espiritualidade
A Ordem de São Jerónimo é uma ordem religiosa de carisma contemplativo inspirada na vida de São Jerónimo como modelo para imitar Jesus Cristo no seu caminho de perfeição. A jornada do monge jerónimo é composta da seguinte maneira: a manhã é dedicada ao trabalho, a tarde é dedicada a exercícios próprios da vida contemplativa e intelectual (oração, leitura, estudo, etc.) e, no decurso do próprio dia, santificando cada hora, os monges celebram cantando a Liturgia das Horas e participam na Missa conventual reunidos em comunidade.
A Ordem de São Jerónimo tem ainda determinado, desde a sua fundação, o ser pequena, humilde, escondida e recolhida; levar seus filhos por um caminho estreito, procurando dentro das paredes conventuais assegurar a saúde de todas as almas a si confiadas; dedicar-se continuamente aos louvores divinos como reparação dos pecados que, um pouco por todo o Mundo, se cometem, e, para alcançar isso, os seus religiosos oram, cantam e choram, procurando servir a Igreja e apaziguar a ira de Deus.

## Em Portugal
Foi à Ordem de São Jerónimo que o Rei D. Manuel I de Portugal ofereceu o célebre Mosteiro de Santa Maria de Belém (mais conhecido como Mosteiro dos Jerónimos), devotamente dedicado a Nossa Senhora. Estes monges já dispunham de alguns edifícios em Portugal, nomeadamente o Convento dos Frades Jerónimos que é, segundo alguns autores, o Mosteiro das Berlengas. Os monges teriam como funções, entre outras, rezar pela alma do rei e prestar assistência espiritual aos mareantes e navegadores que da praia do Restelo partiam para descoberta de outros mundos. Durante quatro séculos essa comunidade religiosa habitou nestes espaços, mas em 1833 foi dissolvida e o lugar desocupado. O Mosteiro dos Jerónimos passou a integrar os bens do Estado e o espaço conventual foi destinado ao colégio dos alunos da Casa Pia de Lisboa, instituição de solidariedade social destinada especialmente ao apoio a crianças, que aí permaneceram até cerca de 1940.

## Presença da Ordem de São Jerónimo

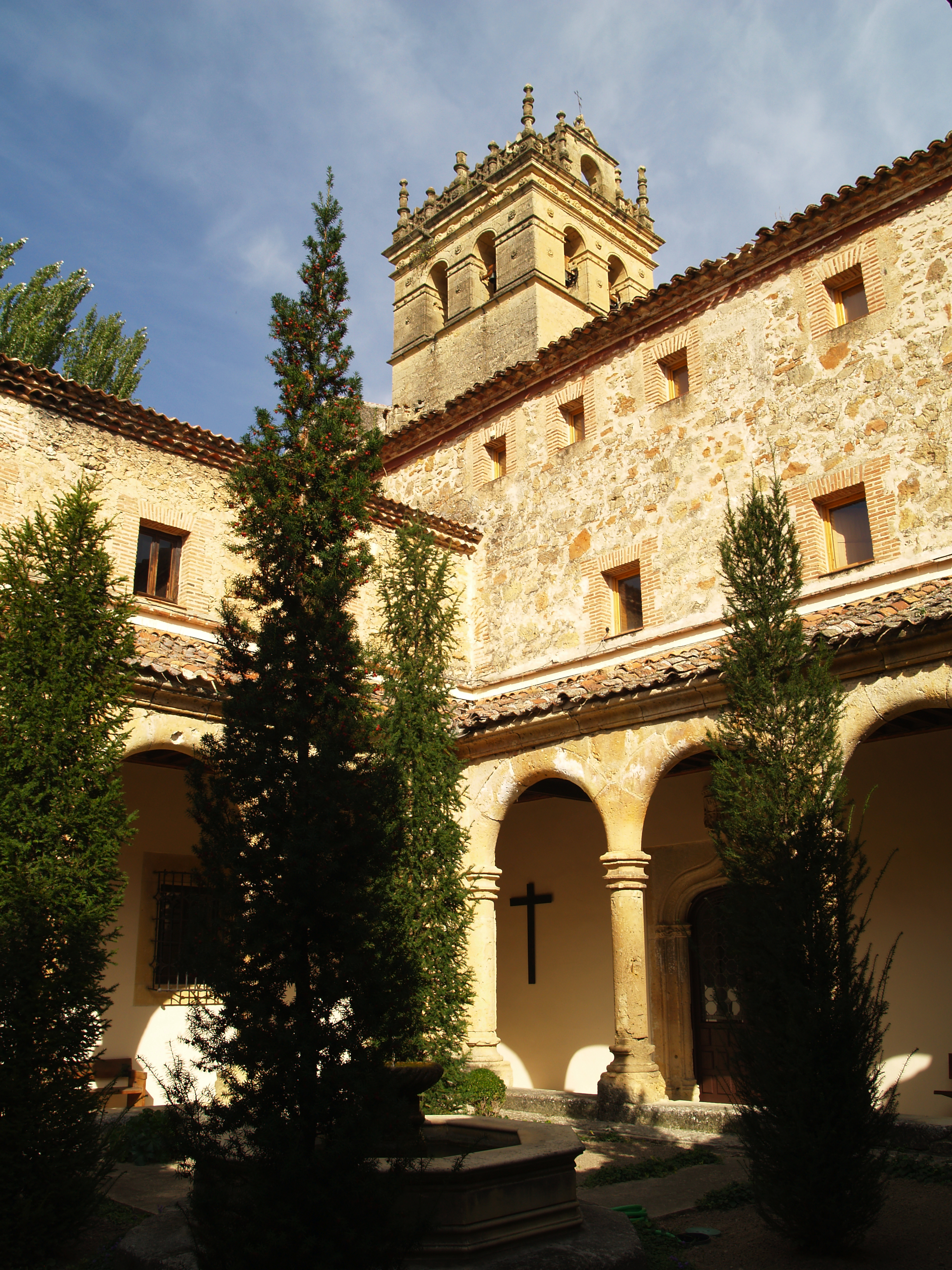
Claustro do Mosteiro de Santa Maria del Parral (Segóvia, Espanha).

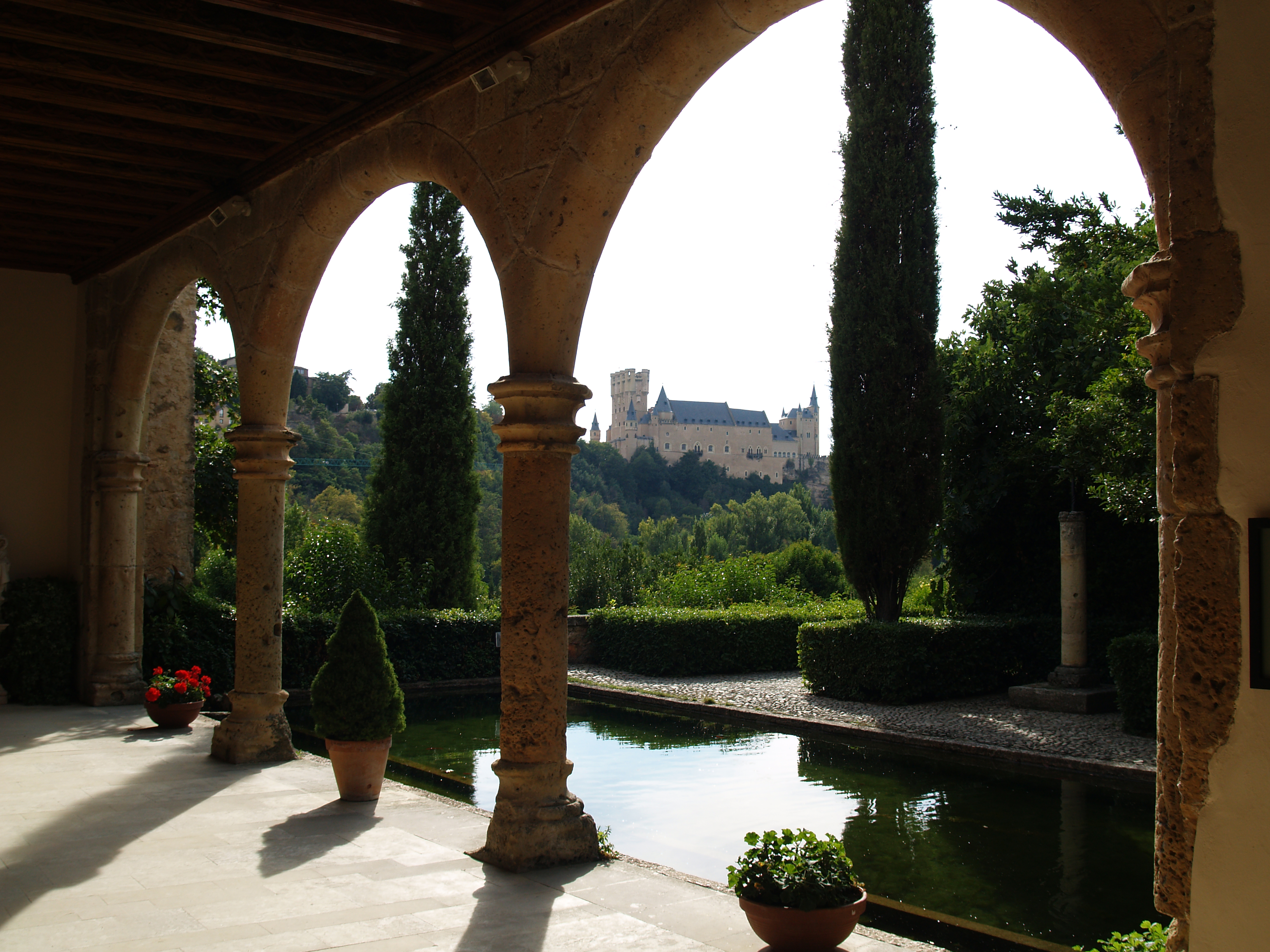
Jardim do Mosteiro de Santa Maria del Parral (Segóvia, Espanha).

### Actuais comunidades religiosas da Ordem
| - Mosteiro de Santa Maria del Parral (Segóvia, Espanha) – Fundado em 10 de dezembro de 1447 |

| - Mosteiro de São Paulo (Toledo, Espanha) – Fundado em 1464 - Mosteiro de Santa Marta (Córdova, Espanha) – Fundado em 1464 - Mosteiro de Santa Paula (Sevilha, Espanha) – Fundado em 1475 - Mosteiro de São Matias (Barcelona, Espanha) – Fundado em 1475 - Mosteiro de Santa Maria da Conceição (Trujillo, Cáceres, Espanha) – Fundado em 1478 - Mosteiro de Santa Isabel (Palma de Maiorca, Espanha) – Fundado em 1485 - Mosteiro da Conceição Jerónima (Madrid, Espanha) – Fundado em 1504 - Mosteiro de São Bartolomeu (Inca, Baleares, Espanha) – Fundado em 1530 - Mosteiro de Santa Paula (Granada, Espanha) – Fundado em 1540 - Mosteiro de Santa Maria da Assunção (Morón de la Frontera, Sevilha, Espanha) – Fundado em 1568 - Mosteiro de Nossa Senhora dos Remédios (Yunquera de Henares, Guadalajara, Espanha) – Fundado em 1572 - Mosteiro de Nossa Senhora da Saúde (Garrovillas, Cáceres, Espanha) – Fundado em 1572 - Mosteiro do Corpus Christi (Madrid, Espanha) – Fundado em 1605 - Mosteiro de Nossa Senhora dos Anjos (Constantina, Sevilha, Espanha) – Fundado em 1951 - Mosteiro de Nossa Senhora das Mercês (Almodóvar del Campo, Ciudad Real, Espanha) – Fundado em 1964 - Mosteiro de Santa Maria de Jesus (Cáceres, Espanha) – Fundado em 1975 - Mosteiro de Nossa Senhora de Belém (Toral de los Guzmanes, León, Espanha) – Fundado em 1990 - Mosteiro da Mater Eclessiae (Punalur, Kerala, Índia) – Fundado em 2000 |

## Santoral da Ordem de São Jerónimo
- São Jerónimo – Doutor da Igreja

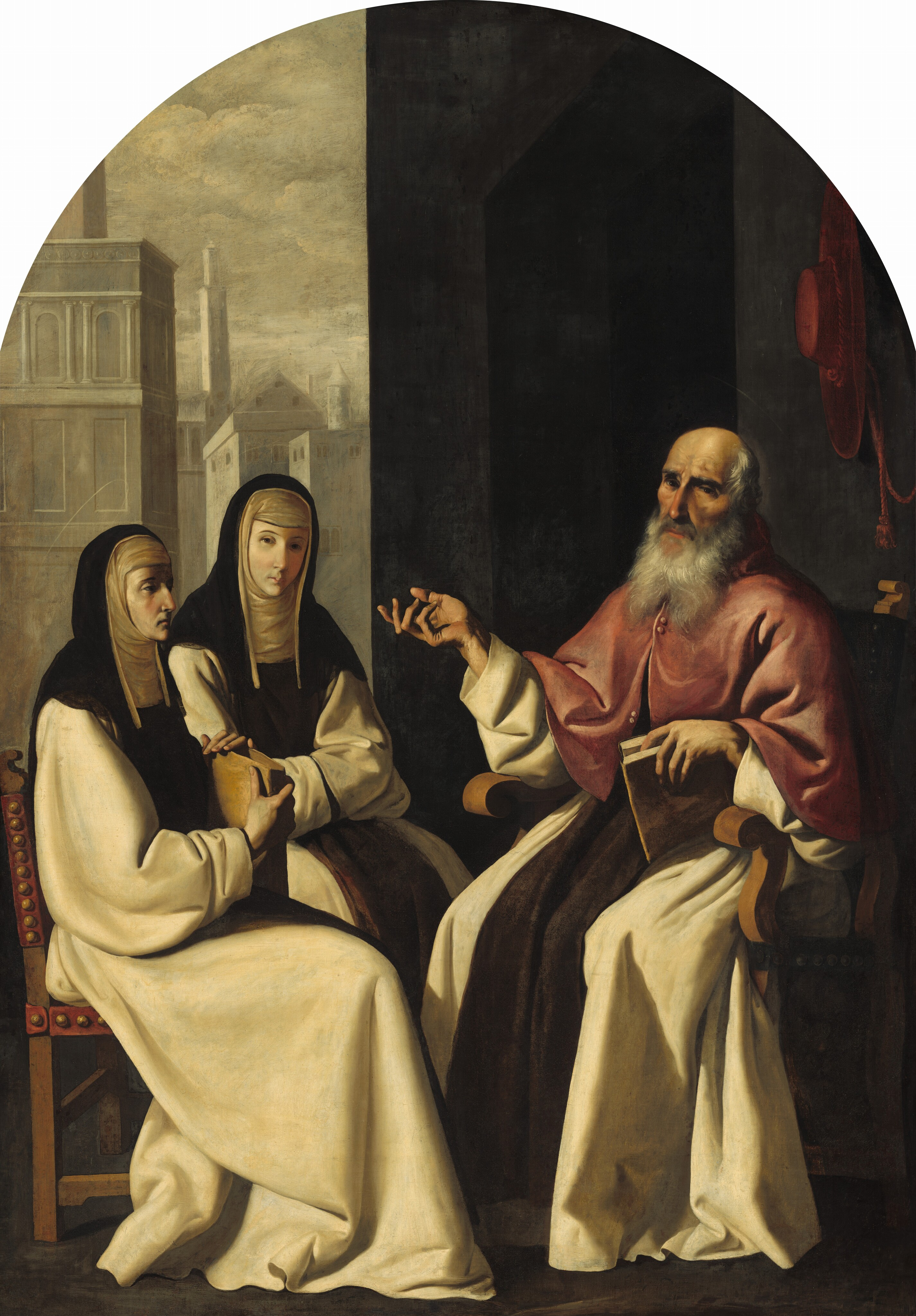
São Jerónimo na companhia de Santa Paula e Santa Eustóquia.

- Santa Paula – Primeira monja da História do Cristianismo
- Santa Eustóquia
- Santa Blesila
- Santa Marcela
- Beato Lourenço de Lisboa
- Beato Marcos de Marconi
- Beato Pedro Gambacorta